# Municipi d'Odense
El municipi d'Odense és un municipi danès situat a l'illa de Fiònia que forma part de la Regió de Syddanmark abastant una superfície de 304 km² i essent el municipi més poblat de la regió. La Reforma Municipal Danesa del 2007 no va afectar territorialment el municipi.
La ciutat més important i la seu administrativa del municipi és Odense (158.678 habitants el 2009), la tercera ciutat de Dinamarca. El canal d'Odense uneix el fiord d'Odense amb la zona industrial de la ciutat, on hi ha un complex portuari. Altres poblacions del municipi són:
- Allese
- Åsum
- Bellinge
- Blommenslyst
- Brændekilde
- Bullerup
- Davinde
- Ejlstrup
- Fangel
- Fraugde
- Højby
- Holmstrup
- Lumby
- Næsbyhoved Broby
- Over Holluf
- Sankt Klemens
- Seden Strand
- Seden
- Stige

## Consell municipal

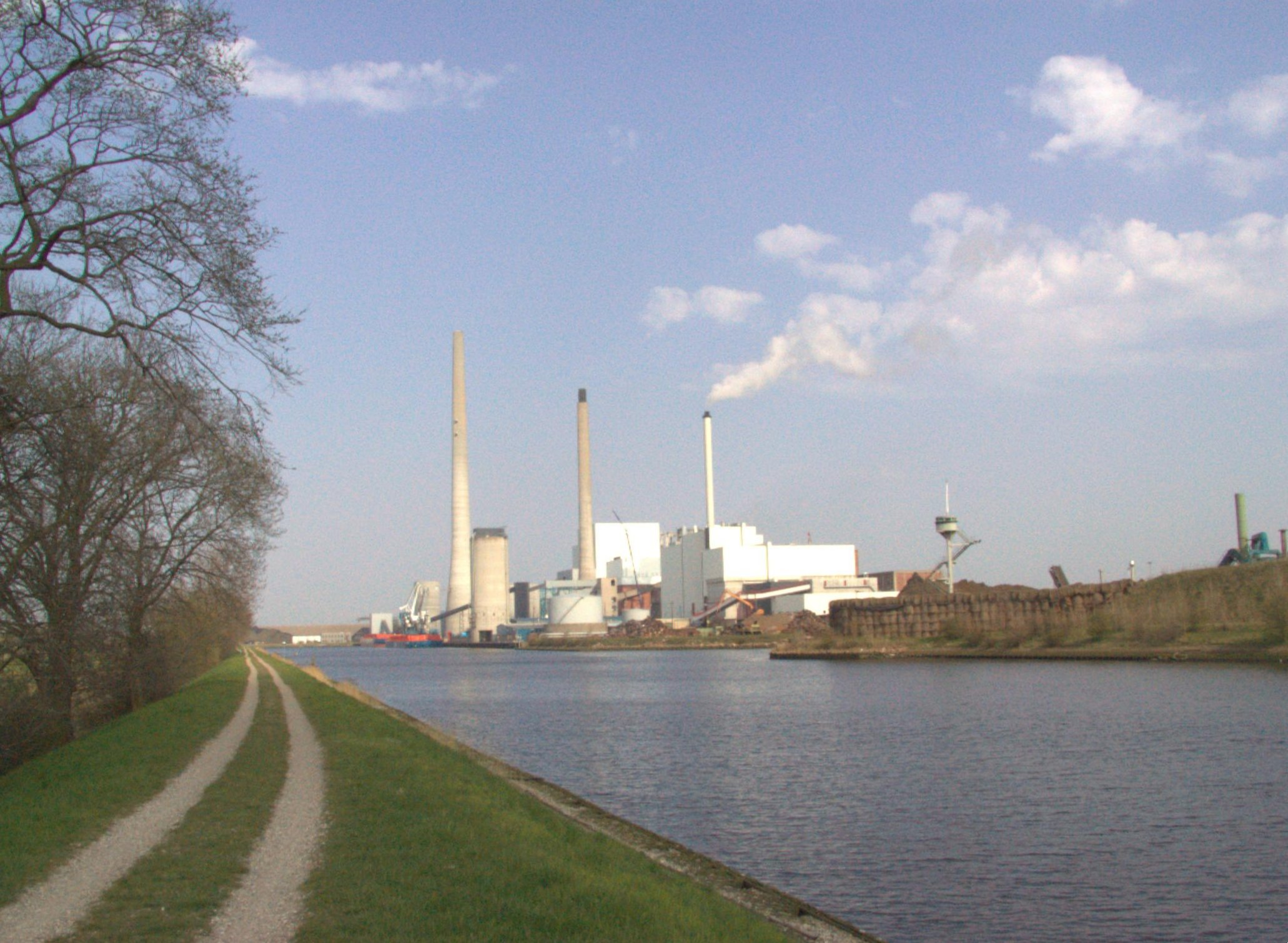
Vista del canal d'Odense, excavat entre 1796 i 1806.

Resultats de les eleccions del 18 de novembre del 2009:
| Partit                             | vots  | % vots |
| ---------------------------------- | ----- | ------ |
| Socialdemokratiet                  | 29090 | 30,1   |
| Det Radikale Venstre               | 2739  | 2,8    |
| Det Konservative Folkeparti        | 23396 | 24,2   |
| Folkeflokken                       | 48    | 0.0    |
| Socialistisk Folkeparti            | 19774 | 20,5   |
| Frit Danmark - Folkebev. Mod Indv. | 182   | 0,2    |
| Kernepartiet                       | 52    | 0,1    |
| Odenselisten                       | 38    | 0,0    |
| Borgerlisten i Odense              | 253   | 0,3    |
| Dansk Folkeparti                   | 6373  | 6,6    |
| Folkebevægelsen Ret & Velfærd      | 19    | 0,0    |
| Venstre                            | 9921  | 10,3   |
| Enhedslisten - De Rød-Grønne       | 4690  | 4,8    |

### Alcaldes
| Alcalde    | Període               | Partit                      |
| ---------- | --------------------- | --------------------------- |
| Jan Boye   | 1-1-2007 a 31-12-2009 | Det Konservative Folkeparti |
| Anker Boye | 1-1-2010 a 31-12-2013 | Socialdemokratiet           |